# 馮美英 (亞洲小姐)
馮美英（英語：Adela Fung Mei Ying，1968年3月16日—），前香港女藝員，1992年亞洲小姐冠軍。

## 選美經歷
1992年, 24歲的馮美英以秘書身份参選亞洲小姐競選。馮美英於參選期間並不被各界看好，但事後一般評語認為她氣質尚算高貴，決賽現場的演出有鎮定大方的表現，雖然大爆冷門奪冠，但被認為獲得冠軍實至名歸，而賽後她為自己成新任亞姐冠軍而興奮不已。據說馮美英能成功當選冠軍最大原因是因為深得該年評判成龍的青睞，成龍覺得她大方得體，氣質穩重。

## 演藝經歷
馮美英在亞洲電視的發展並不得意，卸任後並沒有獲得電視台的重用，只當了一年的閒角，較為人知的作品僅有《天蠶變之再與天比高》及《城中姊妹花》兩部劇集。傳聞馮美英工作態度欠佳，約滿後因為續約問題與亞視弄得不歡而散，在履行完一年藝員合約後便退出娛樂圈，有傳她後來重返秘書崗位。馮美英是除1986年屆冠軍利智外，另一位沒有出席1994年亞洲小姐競選十周年慶典的往屆冠軍佳麗，當屆代表佳麗由季軍歐瑾頂替。

## 電視劇（亞洲電視）
- 《天蠶變之再與天比高》 飾 李鳳 (1993年)
- 《香港奇案之溶屍迷離劫》(1993年)[5]
- 《九命奇冤梁天來》(1993年)
- 《城中姊妹花》(1994年)

## 電影
- 《信有明天》（1995年）

## 主持節目
- 《亞視傳真》
- 《方太生活廣場》
- 《中山乜都有》

## 廣告
- 胃仙Ｕ (1993年) [6]

## 外部連結
1. ↑  這一顆星 - 馮美英 （页面存档备份，存于）
2. ↑  .   [2017-03-20]. （原始内容存档于2017-04-10）. （页面存档备份，存于）
3. ↑  合2 樂蓓 王瑋 施綺蓮 馮美英 伍詠薇 成龍 翁虹彩頁
4. ↑  香车美女SHOW 的存檔，存档日期2017-03-21.
5. ↑  .   [2017-03-20]. （原始内容存档于2017-08-13）. （页面存档备份，存于）
6. ↑  .   [2017-03-20]. （原始内容存档于2017-03-21）. （页面存档备份，存于）

| 前任： 羅霖 | 亞洲小姐競選冠軍 1992年 | 繼任： 區淑貞 |